# Teleskop kosmiczny Comptona

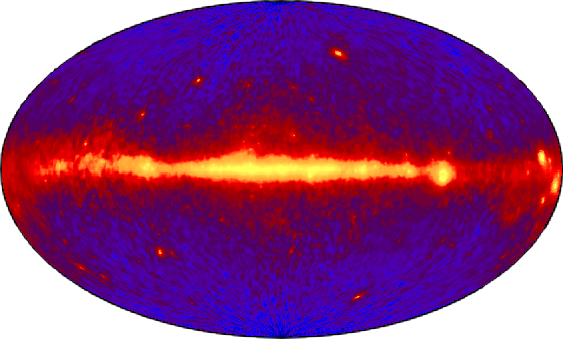
Mapa nieba wykonana za pomocą detektora EGRET przedstawiająca rozkład promieniowania gamma powyżej 100 MeV, jasna linia to Droga Mleczna

Teleskop kosmiczny Comptona (ang. Compton Gamma Ray Observatory, CGRO) – teleskop kosmiczny wyniesiony na orbitę 5 kwietnia 1991 na pokładzie promu Atlantis w misji STS-37. Teleskop prowadził obserwacje w zakresie promieniowania gamma. Nosił imię Arthura Comptona, amerykańskiego fizyka, który odkrył nazwany jego imieniem efekt, polegający na rozpraszaniu promieniowania gamma na swobodnych lub słabo związanych w atomach elektronach.
Przez 9 lat teleskop kosmiczny Comptona obserwował źródła promieniowania gamma w odległej przestrzeni. Kiedy awarii uległ jeden z jego żyroskopów, NASA podjęła decyzję o zniszczeniu teleskopu. 4 czerwca 2000 uruchomiono silniki hamujące, powodując spadanie satelity, który w końcu częściowo spłonął w atmosferze, a jego resztki spadły do Pacyfiku.
Teleskop Comptona był wyposażony w zestaw czterech instrumentów pokrywających sześć zakresów promieniowania gamma o energii fotonów od 20 keV do 30 GeV.
Detektory na pokładzie satelity:
- BATSE (ang. Burst and Transient Source Experiment) przeszukujący niebo w poszukiwaniu krótkich rozbłysków gamma o energii od 20 do 600 keV oraz wyszukujący długotrwałych źródeł, zawierał osiem detektorów, zarządzany przez Centrum Kosmiczne Marshalla (ang. Marshall Space Flight Center)
- OSSE (ang. Oriented Scintillation Spectrometer Experiment) składający się z czterech niezależnie kierowanych, kierunkowych detektorów promieniowania gamma w zakresie od 0,05 do 10 MeV, zarządzany przez Laboratorium Badawcze Marynarki (ang. Naval Research Laboratory).
- COMPTEL (ang. Imaging Compton Telescope) pozwalał na wykrywanie fotonów w paśmie od 1 do 30 MeV oraz określanie ich kierunku w 5% zakresie przy wysokich energiach, zarządzany przez Instytut Maxa Plancka (ang. Max Planck Institute) oraz Uniwersytet New Hampshire (ang. University of New Hampshire)
- EGRET (ang. Energetic Gamma Ray Experiment Telescope) pracujący w zakresie od 20 do 30 GeV, określał kierunek, z którego pochodziło promieniowanie z dokładnością do ułamka stopnia oraz zakres energii z precyzją 15%, zarządzany przez będące częścią NASA Centrum Lotów Kosmicznych Goddarda (ang. Goddard Space Flight Center), Instytut Maxa Plancka oraz Uniwersytet Stanforda (ang. Stanford University).

Jednym z największych odkryć dokonanych z użyciem teleskopu Comptona było wykrycie w roku 1994 rozbłysków promieniowania gamma na powierzchni Ziemi. Dalsze badania wykazały, że ich źródłem są wyładowania atmosferyczne.